# ポゾール王の冒険
『ポゾール王の冒険』（ポゾールおうのぼうけん、原題：Les aventures du roi Pausole）は1901年に発表されたフランスの作家ピエール・ルイスの小説。同小説に基づくアルテュール・オネゲル作曲のオペレッタが1930年に発表され、アレクシス・グラノフスキー監督の映画が1933年に発表された。

## あらすじ
「1.隣人を無視するな。2.それが分かったら、好きなことをせよ。」という二節からなるトリフェーム法の下、人々が平和に暮らす架空の国トリフェームが舞台である。トリフェームの絶対君主、ポゾール王は怠惰と快楽を好む人好きの王だったが、決断することを恐れる性格で、366人の后を後宮に住まわせていた。ある日、外の世界を知らずに育てられた王の愛娘アリーヌ姫が、旅回りの劇団の男装の踊り子ミラベルと恋に落ち、王宮を抜け出した。ポゾール王は彼に仕えるタクシスとジリオとともに自らアリーヌ姫を捜しに出る。一方、王が不在となった後宮では、后たちが自由を求めてストライキを起こしていた。さまざまな騒動の後、アリーヌ姫は発見され、ジリオと結ばれる。そして、王は民衆の前で、娘や后、国の人々の自由を約束するのだった。

## オペレッタ
アルテュール・オネゲル作曲、アルベール・ウィルメッツ脚本による３幕形式のオペレッタ。オネゲルの３作目のオペレッタである。1930年12月12日、パリのThéâtre des Bouffes-Parisiensで初演された。

## 映画
アレクシス・グラノフスキー監督による映画。1933年12月15日、フランスで公開された。ポゾール王をアンドレ・ベルレが、アリーヌをジョゼット・デイが演じた。ピエール・ルイスの小説を原案としているが、物語の冒頭でアリーヌと恋に落ちるのはトリフェームに不時着した飛行家ジリオである点、後宮を抜け出しポゾール王に会いにきた后ディアーヌと王とが2人で逃れる点、ディアーヌの抜け駆けに嫉妬した他の后たちが大挙して王を捜しに行く点など、原作との相違が見られる。

## 日本語訳
- ピエール・ルイス『ポーゾール王の冒険』中村真一郎訳、「世界大ロマン全集23」東京創元社、1957年